# Hans Wilhelm Carl Friedenthal
Hans Wilhelm Carl Friedenthal (* 9. Juli 1870 in Scheitnig bei Breslau; † 15. August 1942 in Berlin) war ein deutscher Physiologe, Anthropologe und Menschheitskundler, der sich auch mit der Eugenik beschäftigte. Er spielt auch eine Rolle bei den Ursprüngen der pH-Skala.

## Leben
Hans Friedenthal wuchs in einem wohlhabenden bürgerlichen Haushalt auf. Sein Vater Paul Gaspard Friedenthal war Bankier, Vorsitzender des Aufsichtsrates der Nationalbank in Berlin und Gutsbesitzer in Goldschmieden bei Breslau. Diese finanzielle Unabhängigkeit ermöglichte ihm das Medizinstudium in Kiel, Heidelberg, München, Berlin und Bonn, 1894 promovierte er.
In seinen frühen Forschungen erbrachte er den Nachweis der serologischen Blutsverwandtschaft zwischen Mensch und Primat. Mit dem russischen Verhaltensforscher Iwan Pawlow arbeitete er mehrere Monate in Petersburg an der Physiologie der Verdauungsorgane.
1895 heirateten Hans Friedenthal und Martha Anna Ludowika Elster. Martha Friedenthal, selbst aus einfachen Verhältnissen stammend, war sozial engagiert und gründete mit Hilfe des Friedenthalschen Vermögens ein Haus für uneheliche Großstadtkinder. Älteren Kindern vermittelte sie Pflegestellen in Kleinfamilien auf dem Land. Die Ehe wurde 1924 wieder geschieden; Martha Friedenthal heiratete später den Soziologen Alfred Vierkandt.
Am 9. Juni 1896 wurde der älteste Sohn Richard Friedenthal geboren; zwei weitere Kinder, die Ärztin Käthe Friedenthal verh. Bischoff (1898–1983) und Walter Friedenthal (1899), folgten.
Ab 1902 lehrte Friedenthal als Anthropologe an der Berliner Universität.
Friedenthal und Eduard Salm fanden 1904 einen einfachen Weg zur zuverlässigen Messung der Wasserstoffkonzentration (Säuregrad, später als pH-Wert bezeichnet) von Lösungen. Sie bestimmen diesen Wert erstmals mit Hilfe von Farbindikatoren wie Lackmus.
Friedenthal forschte unter anderem in seinem Privatlaboratorium in Nikolassee bei Berlin und lebte nach 1905 in der für ihn von Fritz Schirmer erbauten Villa in der Prinz-Friedrich-Leopold-Straße 4.
1911 ließ sich Friedenthal sechs Broschüren des niederländischen Anatomen Bernhard Siegfried Albinus, Frederik Ruysch und Jan Ladmiral (1736–1741) vom Buchbinder Paul Kersten (1865–1943) in menschliche Haut binden. Die Exemplare befinden sich heute in der Stanford School of Medicine in Kalifornien.
1914 unternahm Friedenthal mit seinem Sohn Richard ausgedehnte Studienreisen durch den Balkan, nach Ungarn, Rumänien, in die Türkei und nach Griechenland, um die Verbreitung des sogenannten Mongolenflecks zu untersuchen.
Am 23. Oktober 1914  unterschrieb er als Doktor der medizinischen Fakultät der Universität Berlin, die „Erklärung der Hochschullehrer des Deutschen Reiches“, in der sich die Unterzeichner hinter das Deutsche Reich und sein machtpolitisches Streben im Ersten Weltkrieg stellten.
Ab 1919 leitete er die Abteilung für experimentelle Biologie, 1920 die sexualbiologische Abteilung und von 1922 bis 1923 die anthropologische Abteilung des Instituts für Sexualwissenschaft von Magnus Hirschfeld. Er forschte über die Wirkung der Geschlechtshormone und die Geschlechtsunterschiede. Nach seinem Ausscheiden aus dem Institut blieb er diesem als Kuratoriumsmitglied und durch Publikationen in der Zeitschrift Die Ehe verbunden. 1924 wurde er Honorarprofessor an der Berliner Universität und gründete dort das Institut für Menschheitskunde. Er unternahm Forschungen zur Naturgeschichte des Menschen und arbeitete als Charakterologe und Eheberater.
Aufgrund seiner Forschung und Sammlung der physiologischen Unterschiede von Menschen vertrat Friedenthal bereits vor 1926 im Gegensatz zum Zionismus die Auffassung, dass sich eine jüdische Rasse anhand rassischer Merkmale nicht nachweisen lässt. Menschen jüdischen Glaubens sind somit nur ein Teil einer Religionsgemeinschaft und keiner Rasse.
Seine Forschungsergebnisse und die seiner Mitarbeiter veröffentlichte er auf eigene Kosten. Seine Folianten über „die Naturgeschichte des Menschen“ und „die Allgemeine und spezielle Physiologie des Menschenwachstums“ gehören zu seinen bedeutendsten Arbeiten. Den letzten Teil seines ererbten Vermögens, bevor die Inflation den Rest auflöste, nutzte er für das Zeichnen von hunderten von Abbildungen zum „Haarkleid des Menschen“ und einem monumentalen „Tieratlas“. 1916 musste Friedenthal das Haus in Nikolassee aus finanziellen Gründen wieder verkaufen. Den größten Teil seines Vermögens hatte er in wertlos gewordenen Kriegsanleihen angelegt.
Im Zuge der Emanzipation des deutschen Judentums im 19. Jahrhundert hatte sich bereits sein Großvater mit seiner ganzen Familie 1832 taufen lassen. Wegen seiner jüdischen Abstammung wurde Hans Friedenthal 1933 aus dem Universitätsdienst entlassen. Im Glauben an einen Schutz durch die Assimilierung seiner Vorfahren in Deutschland und angesichts seiner eigenen Verdienste bemühte er sich nicht um eine Ausreise nach 1933.
Am 15. August 1942 beging Friedenthal angesichts seiner bevorstehenden Deportation in seiner Wohnung in der Mommsenstraße Suizid. Er wurde auf dem evangelischen Friedhof zum Heiligen Kreuz in Berlin in einem Urnenbegräbnis am 7. September 1942 beigesetzt.

## Publikationen
- Die Hülfsmittel des Geburtshelfers nebst Beschreibg einer neuen Perforatoriums mit Extraktionsvorrichtung. Heydorn, Bonn 1894, zugleich: Dissertation, Universität Bonn 1894.
- Ueber die Reaction des Blutserums der Wirbeltiere und der Reaction der lebendigen Substanz im Allgemeinen … Archiv der allgemeinen Physiologie. 1901 und 1904.
- Ueber die Entfernung der extracardialen Herznerven bei Säugethieren. In: Archiv für Physiologie. no. 1/2, 1902, S. 135–145.
- Ueber Resorptionsversuche nach Ausschaltung der Leber mittels Ueberfuehrung des Blutes der Vena portarum in die Vena cava inferior unterhalb der Nierenvenen. Theil I. In: Archiv für Physiologie. no. 1/2, 1902, S. 146–148.
- Ueber die Permeabilität der Darmwandung für Substanzen von hohem Moleculargewicht. Theil II: Der Durchtritt colloider Körper durch die Darmwandung. In: Archiv für Physiologie. no. 1/2, 1902, S. 149–153.
- Ueber Reaktionsbestimmungen im natürlichen Serum und über Herstellung einer zum Ersatz des natürlichen Serums geeigneten Salzlösung. In: Verhandlungen der physiologischen Gesellschaft zu Berlin. 1902/03.
- mit Werner Magnus: Ein experimenteller Nachweis natürlicher Verwandtschaft bei Pflanzen. In: Berichte der Deutschen Botanischen Gesellschaft, 24, 1906, S. 601–607 (Digitalisat)
- Die Bestimmung einer Reaction einer Flüssigkeit mit Hilfe von Indikatoren. In: Zeitschrift für Elektrochemie. Band 10, 1904.
- Entwicklung, Bau und Entstehung der Haare. Gustav Fischer, Jena 1908.
- Beiträge zur Naturgeschichte des Menschen. 5 Teile, Gustav Fischer, Jena 1908–1910; davon 1.–4. Teil: Das Haarkleid des Menschen. Ein Beitrag zur Physiologie der Behaarung. Beiträge zur Naturgeschichte des Menschen. Gustav Fischer, Jena 1908.
- Arbeiten aus dem Gebiet der experimentellen Physiologie. 2 Teile, Fischer, Jena 1908–1910.
- Tierhaaratlas. Fischer, Jena 1911.
- Allgemeine und spezielle Physiologie des Menschenwachstums. Springer, Berlin 1914.
- Über den Grad der Blutsverwandtschaft in der Familie oder Sippschaft. In: Zeitschrift für Ethnologie. Organ der Berliner Gesellschaft für Anthropologie, Ethnologie und Urgeschichte. Berlin 1916.
- Über die Ausdehnung des Weltalls und die Grenzen von Raum und Zeit. Die neue Sandeszahl. In: Annalen der Naturphilosophie. Band 14, 1921 (Digitalisat)
- Joseph Borgmann (Autor der ersten Auflage); Hans Friedenthal (Neubearbeitung der 2. Auflage): Die Feinlederfabrikation in ihrer ganzen Herstellungsweise inkl. der Kombinations-Gerbung, von der Rohware bis zum fertigen Produkt. Praktisches Handbuch für Gerber, Lederfärber und Lederzurichter (= Die Lederfabrikation. Praktisches Handbuch für die gesamte Lederindustrie. Band 3). Verlag M. Krayn, Berlin 1923.
- Säuglings- und Kinderpflege. Schwabacher, Berlin [1925].
- Die Sonderstellung des Menschen in der Natur. Mensch und Affe. Ullstein Verlag, Berlin 1925.
- Menschheitskunde. Quelle & Meyer, Leipzig 1927.
- Die Liebeslehre, eine Liebesschule für Eheleute. hrsg. von Margarete Kaiser, mit Beiträgen von: Hans Friedenthal, Kultur-Verlag, 1928.
- mit van Westenrijk: Ueber Veränderungen der Blutreaction bei intravenöser Einführung von Säuren und Alkali.